# التهاب العضلات والجلد
هو مرض يصيب الأنسجة الضامة في الجسم ويظهر تأثيره على الجهاز العضلي والجلد على شكل التهاب، أسبابه ما تزال غير معروفة غير أن الكثيرين يعتقدون أنه ناشئ عن التهاب فيروسي سابق يقوم بتحفيز حصول هذا الاتهاب والبعض يعزوه لحصول مرض مناعي ذاتي في الجلد والعضلات.
سبب المرض غير معروف. تتضمن النظريات أنه أحد أمراض المناعة الذاتية أو نتيجة لعدوى فيروسية. قد يتطور التهاب العضلات والجلد كجزء من متلازمة الأباعد الورمية المرتبطة بعدة أشكال من الأورام الخبيثة. التهاب العضلات والجلد نوع من الاعتلال العضلي الالتهابي. يعتمد التشخيص عادةً على مجموعة من الأعراض، واختبارات الدم، وتخطيط كهربية العضل، وخزعات العضلات.
على الرغم من عدم وجود علاج معروف لهذه الحالة، لكن تحسّن العلاجات الأعراض بشكل عام. قد يشمل العلاج الأدوية والعلاج الطبيعي والتمارين الرياضية والعلاج بالحرارة وتقويم العظام والأجهزة المساعدة والراحة. عادة ما تستخدم الأدوية من عائلة الستيرويدات القشرية، وفي حال فشل الستيرويدات في السيطرة على الأعراض يمكن استخدام أدوية أخرى مثل الميثوتريكسات أو الآزوثيوبرين. قد يؤدي الغلوبولين المناعي الوريدي أيضًا إلى تحسين النتائج. يتحسن معظم المرضى بالعلاج ويتعافى البعض الآخر بشكل كامل.
يصاب شخص واحد من كل 100 ألف شخص حاليًا بالمرض. يبدأ المرض بالتطور عادة في سن الأربعينيات والخمسينيات، وتتأثر النساء أكثر من الرجال. ومع ذلك، قد يصيب المرض أي عمر. وُصفت الحالة لأول مرة في القرن التاسع عشر.

## العلامات والأعراض
تشمل الأعراض الرئيسية عدة أنواع من الطفح الجلدي وضعف العضلات في الذراعين أو الفخذين.

### الجلد
يُسمى أحد أشكال الطفح الجلدي بالأرجوانية (يكون ذو لون أرجواني)، ولكن قد يكون الطفح أحمر اللون أيضًا. يصيب المنطقة حول العينين ويترافق مع تورم، ولكنه يحدث أيضًا في الجزء العلوي من الصدر أو الظهر، وهو ما يسمى «الشاول» (حول الرقبة) أو «علامة V» فوق الثديين، وقد يحدث أيضًا على الوجه وأعلى الذراعين أو الفخذين أو اليدين. الشكل الآخر الذي يتخذه الطفح الجلدي يسمى علامة غوترون وهي حطاطات حمراء أو بنفسجية، متقشرة أحيانًا، ومرتفعة قليلًا توجد في مناطق مفاصل الأصابع (المفاصل السنعية السلامية أو المفاصل بين السلامية). يمكن أيضًا العثور على حطاطات غوترون على البروزات العظمية الأخرى بما في ذلك المرفقين أو الركبتين أو القدمين. يتفاقم الطفح الجلدي بسبب التعرض لأشعة الشمس، وغالبًا ما يسبب حكة شديدة ومؤلمة وقد ينزف الطفح في النهاية.
إذا أظهر الشخص نتائج جلدية مميزة لالتهاب العضلات والجلد، بدون ضعف أو إنزيمات عضلية غير طبيعية، فقد يكون مصابًا بالتهاب العضلات والجلد العضلي (ADM)، المعروف سابقًا باسم «التهاب العضلات والجلد الجيبي».

### العضلات
يعاني الأشخاص المصابون بمرض التهاب العضلات والجلد من ضعف عضلي يزداد سوءًا في العضلات القريبة (مثل الكتفين والفخذين). قد تصبح المهام التي تستخدم هذه العضلات: الوقوف من الجلوس ورفع وصعود السلالم صعبة بشكل متزايد للأشخاص المصابين بالتهاب العضلات والجلد.